# Thou (Loiret)
Thou – miejscowość i gmina we Francji, w Regionie Centralnym, w departamencie Loiret.
Według danych na rok 1990 gminę zamieszkiwały 244 osoby, a gęstość zaludnienia wynosiła 16 osób/km² (wśród 1842 gmin Regionu Centralnego Thou plasuje się na 896. miejscu pod względem liczby ludności, natomiast pod względem powierzchni na miejscu 872.).